# هوسوکاوا تاداتوشی
هوسوکاوا تاداتوشی (انگلیسی: Hosokawa Tadatoshi; ۲۱ دسامبر ۱۵۸۶ – ۲۶ آوریل ۱۶۴۱)، ارباب قلمرو کوماموتو در دوره شوگون‌سالاری توکوگاوا بود. او سومین پسر هوسوکاوا تادائوکی و همسر اصلی‌اش هوسوکاوا تاما بود. او حامی شمشیرزن افسانه ای ژاپن میاموتو موساشی بود. ملازم اصلی او ماتسویی اوکیناگا/ناگائوکا سادو نام داشت.

## خانواده
- پدر: هوسوکاوا تادائوکی
- مادر: هوسوکاوا تاما
- همسر: چیوهیمه (۱۵۹۷–۱۶۴۹)
- فرزندان:
  - هوسوکاوا میتسونائو توسط چیوهیمه
  - فوجی هیمه با ماتسودایرا تاداهیرو ازدواج کرد
  - هوسوکاوا مونوموتو
  - دختر با آریوشی هیدناگا ازدواج کرد
  - هوسوکاوا نائوفوسا
  - نانجو موتوتومو (۱۶۴۱–۱۷۰۳)

## نگارخانه

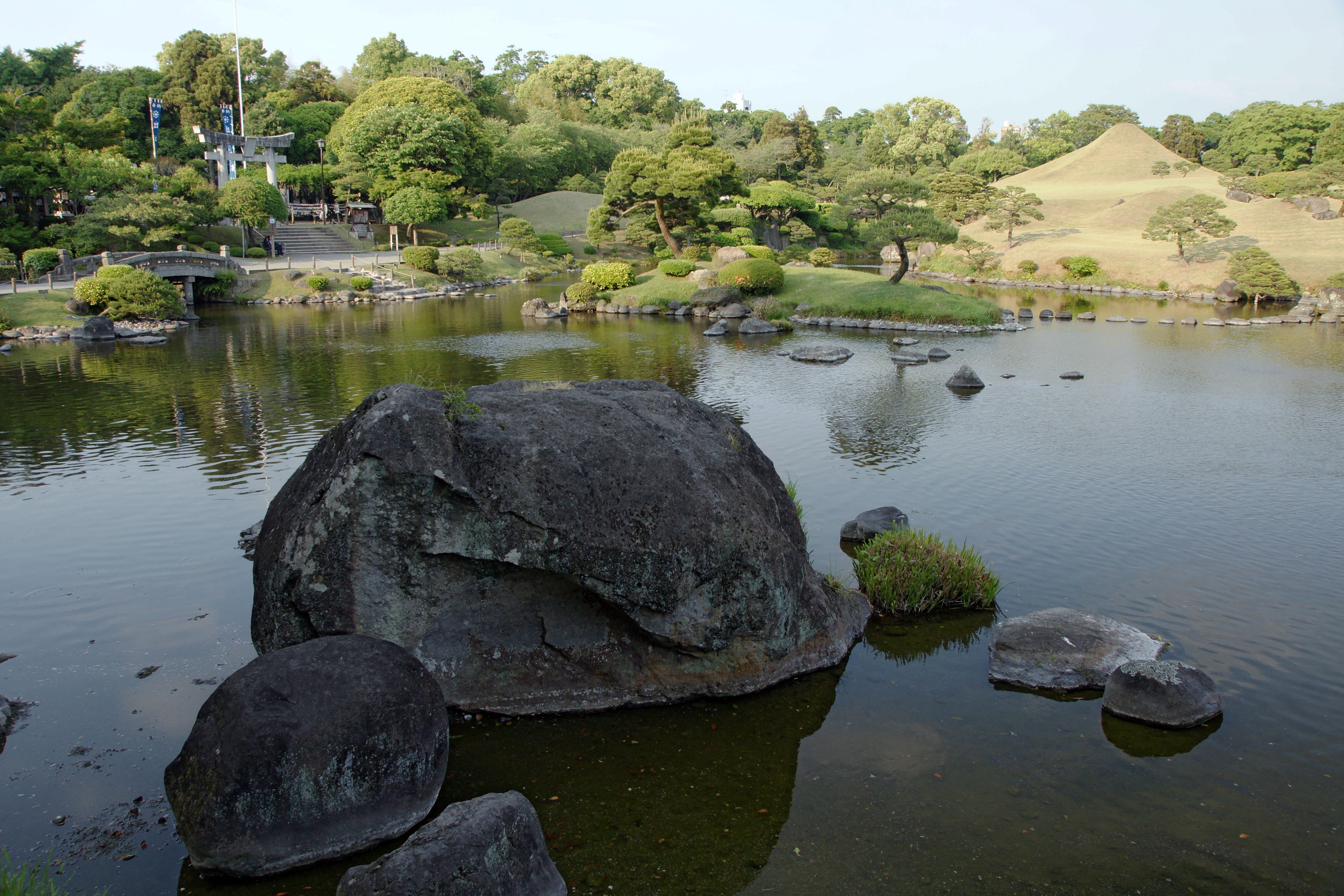
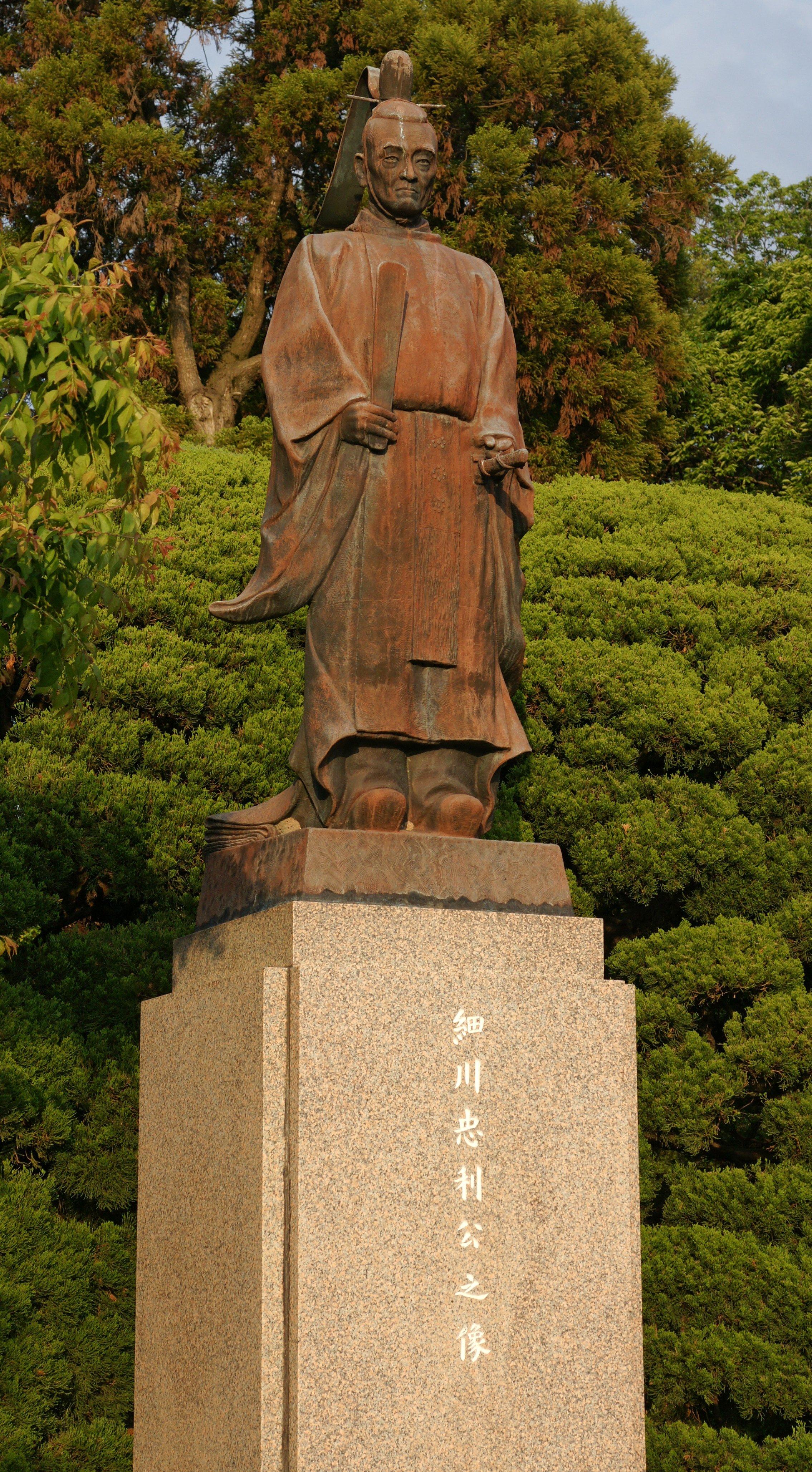